# 里于寧冰川
71°26′S 72°41′W / 71.433°S 72.683°W
里于寧冰川（英語：Reuning Glacier）是南極洲的冰川，位於亞歷山大一世島西南部，處於貝多芬半島北部，最終與哈申冰川匯流，由美國地質調查局根據美國海軍的空中照片繪入地圖。